# Baytown
Baytown is een plaats (city) in de Amerikaanse staat Texas, en valt bestuurlijk gezien onder Chambers County en Harris County.

## Demografie
Bij de volkstelling in 2000 werd het aantal inwoners vastgesteld op 66.430.
In 2006 is het aantal inwoners door het United States Census Bureau geschat op 68.714, een stijging van 2284 (3,4%).

## Geografie
Volgens het United States Census Bureau beslaat de plaats een oppervlakte van
85,9 km², waarvan 84,6 km² land en 1,3 km² water.

## Economie
De Indiase staalgroep JSW Steel bouwde in 2018 een walserij in Baytown voor de productie van stalen platen en gelaste buizen. De buizen zijn bestemd voor de petrochemische industrie in de regio.

## Plaatsen in de nabije omgeving
De onderstaande figuur toont nabijgelegen plaatsen in een straal van 16 km rond Baytown.

## Geboren in Baytown
- John Fabian (1939), astronaut
- Gary Busey (1944), acteur